# Gymnocalycium paraguayense
Gymnocalycium paraguayense ist eine Pflanzenart in der Gattung Gymnocalycium aus der Familie der Kakteengewächse (Cactaceae). Das Artepitheton paraguayense verweist auf das Vorkommen der Art in Paraguay.

## Beschreibung
Gymnocalycium paraguayense wächst anfangs einzeln und später gruppenbildend mit glänzend grünen, anfangs abgeflachten, später kugelförmigen Trieben und erreicht Durchmesser von 5 bis 8, selten bis 12 Zentimeter. Die sieben bis zwölf (selten ab 5) Rippen sind kaum auffällig höckrig aber durch Querfurchen unterteilt mit einem Kinn unter dem Höcker. Die drei bis neun ausgebreiteten, geraden bis leicht gebogenen, hell bräunlichgelben, später hell vergrauenden Dornen sind bis zu 3,5 Zentimeter (selten bis 6 Zentimeter) lang.
Die weißen zweihäusigen Blüten besitzen einen etwas purpurrosafarbenen Schlund. Sie erreichen eine Länge von bis zu 6 Zentimeter und weisen ebensolche Durchmesser auf. Das 1 bis 2 cm lange Perikarpell ist grün bis olivgrün und mit heller randigen, an den Spitzen leicht rötlich überlaufenden Schuppen besetzt. Griffel und Narbe sind weiß, die Staubfäden rosa oder weißlich und der Pollen gelblich.
Die grünen birnen- bis keulenförmigen Früchte werden bei der Reife weich. Die Samen sind braun bis schwarz, 1 bis 1,6 mm groß und oval.

## Verbreitung, Systematik und Gefährdung
Gymnocalycium paraguayense ist in Paraguay in den Departamentos Paraguarí und Cordillera, sowie in der Region Chaco auf 150 bis 300 m im Halbschatten verbreitet.
Die Erstbeschreibung als Echinocactus paraguayensis erfolgte 1903 durch Karl Moritz Schumann. Carl Curt Hosseus stellte die Art 1939 in die Gattung Gymnocalycium. Weitere nomenklatorische Synonyme sind Echinocactus denudatus var. paraguayensis (K.Schum.) Schelle (1907) und Gymnocalycium paraguayense (K.Schum.) Schütz (1971).
In der Roten Liste gefährdeter Arten der IUCN wird die Art als „Vulnerable (VU)“, d. h. als gefährdet geführt.

## Nachweise